# Сиволапенко Павло Федорович
Павло Федорович Сиволапенко (13 (26) грудня 1913, Пирогів — 15 липня 1987, Київ) — радянський військовий льотчик, Герой Радянського Союзу (1944), у роки німецько-радянської війни штурман ескадрильї 19-го гвардійського авіаційного полку 8-ї авіаційної дивізії дальньої дії, гвардії майор.

## Біографія
Народився 13 грудня 1913 року в селі Пирогові (нині в межах Києва) в селянській родині. Українець. Член КПРС з 1946 року. Вчився і працював в Пирогові. Закінчив вісім класів середньої школи, навчався в Київському енерготехнікумі. 
У 1933 році призваний до лав Червоної Армії. У 1935 році закінчив танкотехнічні курси, в 1936 році — курси молодших лейтенантів, в 1939 році — Чкаловське військово-авіаційне училище. 
З червня 1941 року брав участь у боях проти німецько-фашистських загарбників як штурман ланки дальньобомбардувальної авіації. До жовтня 1944 року гвардії майор П. Ф. Сиволапенко здійснив 219 бойових вильотів (з них 211 — вночі) на бомбардування залізничних вузлів, військово-промислових центрів противника, завдавши йому значних втрат.
Указом Президії Верховної Ради СРСР від 5 листопада 1944 року за успішну бомбардування військово-промислових об'єктів противника в Данцигу, Бухаресті, Варшаві, Кенігсберзі, Гельсінкі, Тільзіті гвардії майору Павлу Федоровичу Сіволапенку присвоєно звання Героя Радянського Союзу з врученням ордена Леніна і медалі «Золота Зірка» (№ 5101).

Могила П. Сиволапенка

Свій останній бойовий виліт штурман далекого бомбардувальника зробив у квітні 1945 року на Берлін. У 1954 році за станом здоров'я звільнився з Армії. Жив у Києві. Помер 15 липня 1987 року. Похований у Києві на Лук'янівському військовому кладовищі.

## Нагороди
Нагороджений орденом Леніна, трьома орденами Червоного Прапора, орденом Червоної Зірки, медалями.